# Puy-d'Arnac
Puy-d'Arnac is een gemeente in het Franse departement Corrèze (regio Nouvelle-Aquitaine) en telt 236 inwoners (1999). De plaats maakt deel uit van het arrondissement Brive-la-Gaillarde.

## Geografie
De oppervlakte van Puy-d'Arnac bedraagt 12,5 km², de bevolkingsdichtheid is 18,9 inwoners per km².
De onderstaande kaart toont de ligging van Puy-d'Arnac met de belangrijkste infrastructuur en aangrenzende gemeenten.

## Demografie
Onderstaande figuur toont het verloop van het inwonertal (bron: INSEE-tellingen).